# Аскорбат натрію
Аскорба́т на́трію — біологічна форма вітаміну С, також називається натрієвою сіллю вітаміну C.

## Харчовий додаток
У європейській класифікації харчових додатків аскорбат натрію має позначення E301 і використовується в харчових продуктах як антиоксидант і регулятор кислотності. Додаток Е301 використовується при виробництві м'ясних продуктів, надає м'ясу рівномірнішого забарвлення.
Аскорбат натрію є дозволеним харчовим додатком в Україні.